# The People’s Key
The People’s Key ist ein Album der Band Bright Eyes. Es wurde im Februar 2011 veröffentlicht.
Es war das erste Album von Bright Eyes nach dem fast vier Jahre zuvor erschienenen Cassadaga. In der Zwischenzeit hat Bandkopf Conor Oberst zwei Soloalben herausgebracht. Insgesamt ist es das elfte Album beziehungsweise das siebente reguläre Studioalbum unter dem Namen Bright Eyes.

## Albumtitel
Zur Bedeutung des Albumtitels äußerte sich Oberst wie folgt:

„Der Ausdruck The People’s Key bezieht sich auf die Note c in der Tonleiter. Das ist diejenige Taste auf dem Klavier, zu der alle anderen weißen Tasten gut klingen. Es ist die leichteste Tonart, die man spielen kann. Ich habe ewig für diesen Plattentitel gebraucht, aber jetzt bin ich sehr glücklich damit.“

## Aufnahme und Artwork
Aufgenommen wurde das Album im Laufe des Jahres 2010 in den ARC Studios in Obersts Heimatstadt Omaha, Nebraska.
Das Artwork wurde erneut von Zack Nipper entworfen, der bereits die grafische Gestaltung des Vorgängeralbums Cassadaga übernahm und dafür 2008 den Grammy gewann.

## Rezeption
The People’s Key wurde von den Kritikern gemischt aufgenommen. Positive Rezensionen gab es etwa von Josef Gasteiger bei laut.de mit vier von fünf oder von Kevin Holtmann bei Plattentests.de mit acht von zehn Punkten.
Eher durchschnittliche Rezensionen gab es dagegen etwa bei Pitchfork Media, wo das Album mit fünf von zehn Punkten bewertet wird, wobei jedoch der Ladder Song explizit positiv herausgehoben wird. Allmusic und Rolling Stone vergeben jeweils dreieinhalb von fünf Punkten.

## Titelliste
(Alle Songs geschrieben von Conor Oberst.)
1. Firewall – 7:17
2. Shell Games – 3:56
3. Jejune Stars – 4:10
4. Approximate Sunlight – 4:25
5. Haile Selassie – 4:33
6. A Machine Spiritual (In The People's Key) – 4:20
7. Triple Spiral – 3:51
8. Beginner's Mind – 3:55
9. Ladder Song – 3:58
10. One For You, One For Me – 6:37

## Beteiligte Musiker
Da Bright Eyes hauptsächlich das Projekt von Conor Oberst ist, wechselt die Besetzung der Mitmusiker oft von Album zu Album. Allerdings sind Mike Mogis und Nate Walcott seit etwa 2005 zu Vollmitgliedern der Band geworden.
- Conor Oberst – Gesang, Gitarre, Klavier, Keyboard
- Mike Mogis – Gitarre, Pedal Steel, Effekte, Programming, Perkussion
- Nate Walcott – Synthesizer, Klavier, Orgel, Mellotron

weitere beteiligte Musiker
- Andy LeMaster
- Matt Maginn
- Carla Azar
- Clark Baechle
- Shane Aspegren
- Laura Buhrenn
- Denny Brewer